# Grangölen (Vånga socken, Östergötland)
Grangölen är en sjö i Norrköpings kommun i Östergötland och ingår i Motala ströms huvudavrinningsområde. Sjöns area är 0,012 kvadratkilometer och den är belägen 97 meter över havet.